# دونا كوك
دونا كوك (بالإنجليزية: Donna Cook)‏ هي لاعب كرة قاعدة أمريكية، ولدت في 24 مايو 1928 في مسكيغون في الولايات المتحدة، وتوفيت في 16 أكتوبر 2006 في نورث مسكيغون في الولايات المتحدة.